# Grand Storehouse

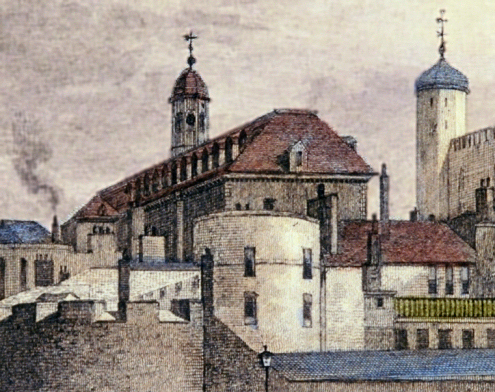
Tower of London vor dem Brand von 1841 mit Grand Storehouse in der Mitte des Bilds

Das Grand Storehouse oder Grand Armoury war ein Gebäude in der Festungsanlage des Tower of London, das zwischen 1688 und 1691 vom Board of Ordnance errichtet wurde. Es war neben dem White Tower das größte jemals im Tower befindliche Gebäude. Es diente dem Board of Ordnance als Lagerraum, Werkstatt und Labor. Im Grand Storehouse liegen die Anfänge des späteren Museums der Royal Armouries. Das Lagerhaus wurde 1841 durch einen Brand restlos zerstört. An seiner Stelle entstanden wenige Jahre später die Waterloo Barracks, welche heute die Kronjuwelen beherbergen.

## Bau
Ein neues Lagergebäude wurde 1687 von George Legge, dem damaligen Master General des Board of Ordnance vorgeschlagen. Die Lagerhäuser, die damals nördlich des White Towers standen, waren in einem schlechten Bauzustand, gefährdeten die Arbeiter und Soldaten dort und waren keine adäquate Lagerstätte mehr für die dort liegenden Waffen und Schätze. Um das Gebäude zu errichten, mussten verschiedene Häuser und Lager an dieser Stelle abgetragen werden.
Thomas und John Fitch ließen die alten Gebäude abreißen. Die Leitung des Neubaus seit dem 9. April 1688 wurde durch Robert Baker wahrgenommen. Der Baubeginn fiel in die Regierungszeit von Jakob II., vollendet wurde das Gebäude schließlich unter Maria II.  in Zeiten religiöser Unruhen. Während das Bauwerk von den katholischen Monarchen geplant und in Auftrag gegeben wurde, nahmen es die protestantischen Aufständischen unter Wilhelm von Oranien letztlich in ihren Besitz.

## Architektur und Nutzung
Das Grand Storehouse war aus Backstein gebaut, 245 Fuß (etwa 80 Meter) lang und 60 Fuß (etwa 20 Meter) breit und hatte zwei Stockwerke und einen Dachboden unter einem steilen bleigedeckten Dach. Für einige Fassaden nutzte Baker Portland Stone.
Zentraler Bestandteil des Gebäudes war ein Turm mit doppeltem Treppenhaus, wobei der schmalere Teil einen direkten Zugang zum Dachboden erlaubte, hingegen der repräsentative Treppenhausteil, das Grand Staircase, ausschließlich für die Benutzung durch den Monarchen und hohe Würdenträger gedacht war. Die Öffentlichkeit und Bedienstete nutzten ein kleineres Treppenhaus im Westen des Gebäudes. Den Eingang des Grand Storehouses schmückten fünf dorischen Säulen. Der Giebel war durch John Young aufwendig gearbeitet, in ihm waren Erfolge und Leistungen der britischen Könige dargestellt. Ein Teil davon überlebte bis heute und ist heute an der Außenmauer der New Armouries ausgestellt.

### Erdgeschoss und Grand Staircase
Das Erdgeschoss, vormals als Waffenkammer genutzt, diente später der Zurschaustellung größeren Kriegsgeräts der königliche Artillerie. In dieser Sammlung befanden sich unter anderem 43 Kanonen aus verschiedenen Ländern und Zeiten. Eine besondere Besucherattraktion war der Train of Artillery – eine kunstvoll arrangierte Ausstellung verschiedener Geschütze aus verschiedenen Zeiten.
Neben den Waffen beherbergte das Grand Storehouse auch einige andere Ausstellungsstücke und Sehenswürdigkeiten. So befand sich dort zum Beispiel das Steuerrad der Victory, Flaggschiff von Lord Nelson in der Seeschlacht von Trafalgar. Weitere Schlachtenandenken waren etwa Pauken aus der Schlacht bei Höchstädt oder Kanonen aus der Schlacht bei Waterloo.

### Small Armoury

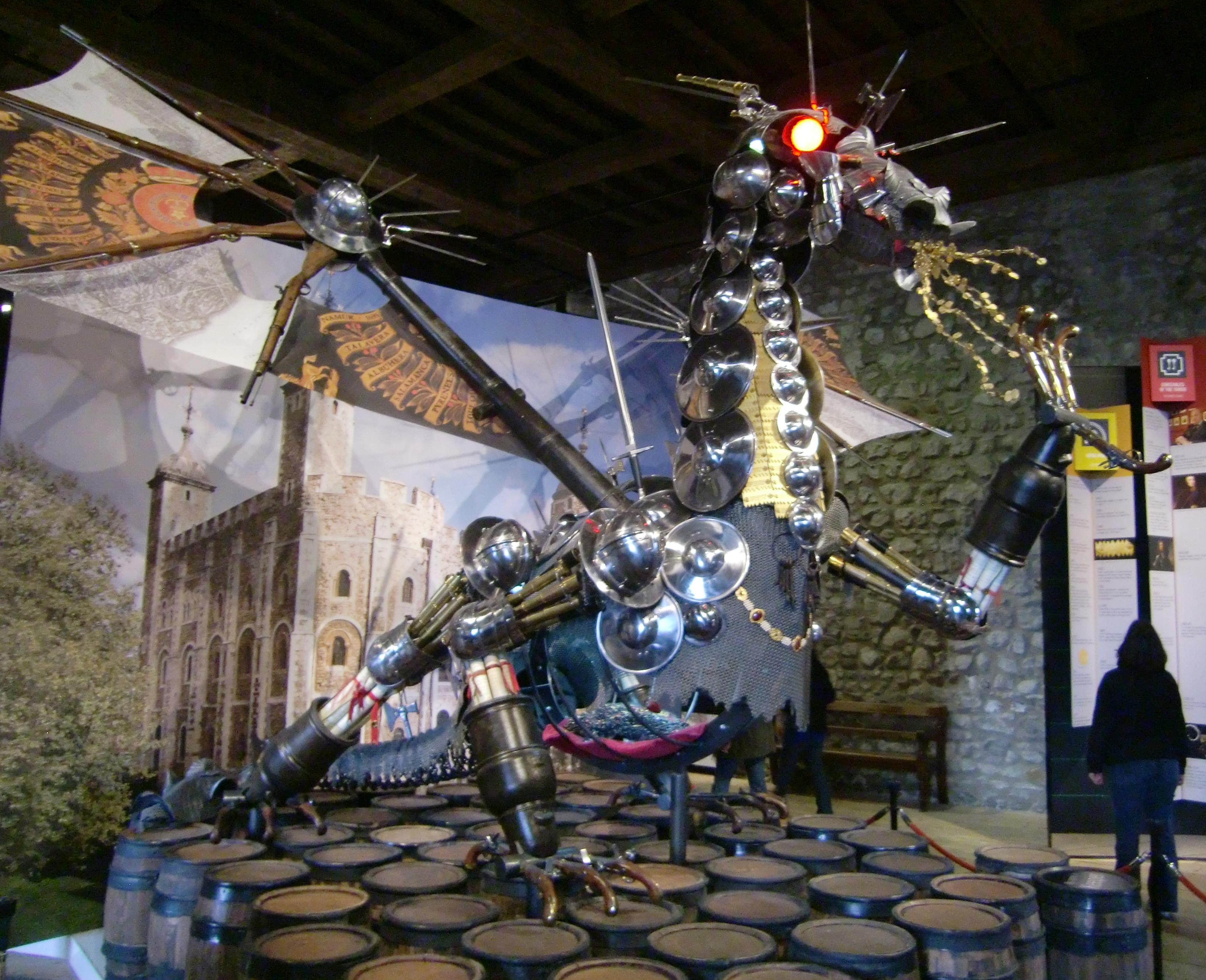
Drache, gebaut aus verschiedenen Waffen (2012) im Tower nach einem Vorbild aus der Small Armoury

Prunk- und Ausstellungsraum war die Small Armoury im ersten Stock, von deren Innenräumen sich keine Bilder oder Zeichnungen erhalten haben. Jedoch sind umfangreiche schriftliche Berichte von Zeitgenossen vorhanden.
Die Small Armoury diente als Lagerraum für Waffen und Ausrüstung für viele zehntausend Soldaten, so kunstvoll aufgebaut, dass die Waffen innerhalb kürzester Zeit griffbereit waren. Trotzdem war im Raum noch genug Platz, um Besucher und Gäste hindurchzuführen. Gäste betraten die Small Armoury durch das Treppenhaus an der westlichen Seite des Gebäudes. Waren sie im ersten Stock angelangt, eröffnete sich den Besuchern der Blick über 80 Meter des Gebäudes auf die Ausrüstungen zehntausender Soldaten.
Zu den präsentierten Waffen gehörten beispielsweise acht Säulen, die aus fünf Meter langen Piken gebildet wurden. Auf diesen saßen als Kapitell Musketen, die in korinthischer Ordnung angebracht wurden. In den Zwischenräumen lagen Kreise und Halbkreise aus Bajonetten und Pistolen, die in der Kreismitte auf ein Ziel aus stehenden Bajonetten ausgerichtet waren. Andere Arrangements bildeten Jakobsmuscheln nach. Das Arrangement „Meereswellen“ war aus Bajonetten und Espignolen aus glänzendem Messing nachgebildet, wiederum mit Kapitellen aus Pistolen. Es gab eine Imitation der aufsteigenden Sonne, von der aus Strahlen aus Pistolen ausgingen, ebenso wie eine zeremonielles Tor, dessen Bogen aus Hellebarden Karabinern und Schwertern gestaltet war. Das „Rückgrat eines Wales“ war wiederum aus Karabinern gestaltet. Laut Zeitgenossen war das „Haupt der Medusa“, damals umgangssprachlich „Hexe von Endor“ genannt, besonders eindrucksvoll. Dieses Bild war inmitten von drei Ellipsen aus Pistolen aufgebaut, die auf ein zentral platziertes hölzernes Medusenhaupt zielten.
Am östlichen Ende der Small Armoury stand eine Orgel, deren große Orgelpfeifen und Espignolen aus glänzendem Messing gestaltet waren Die kleineren Orgelpfeifen waren Pistolen nachempfunden. Links und Rechts der Orgel waren Schlangen und Drachen aus anderen Waffen nachgebaut. In den Ecken des Raumes standen, jeweils unter Halbkreisen aus Pistolen, Rüstungen die Heinrich V. und Heinrich VI. zugeschrieben wurden.
In der Mitte der Halle standen vier Säulen mit einer Höhe von sieben Metern. Für diese hatte der Zimmermann Haywood eine mit Blättern, Zweigen und Beeren geschmückte Verkleidung aus Ulmenholz geschnitzt, die als Aufhänger für insgesamt 900 Pistolen diente. Abgeschlossen wurden die Säulen durch korinthische Kapitelle und sieben geschnitzte Drachenköpfe. Über den Säulen befand sich eine von Haywood gestaltete Darstellung einer Meteoroidenspur. Die gesamte Aufstellung war um 16 große Kisten herum aufgebaut, in denen sich je 1.200 Musketen befanden.
Die Gestaltung der Small Armoury oblag John Harris aus Eton. Der gelernte Büchsenmacher hatte bereits Dekorationen aus alten Waffen in anderen Schlössern der Monarchie wie Hampton Court Palace und Windsor Castle erstellt, bevor er im Tower gestalterisch tätig wurde.
Laut dem Historiker Frederic William Maitland weihte der englische König William nebst Gattin Mary das Grand Storehouse mit einem großen Bankett in der Small Armoury ein. Dabei wurden sie von den Arbeitern und Handwerkern bewirtet, die das Haus gebaut hatten. Diese trugen weiße Handschuhe, weiße Schürzen und die Symbole der Freimaurerlogen. Neben Maitlands Bericht lassen sich für dieses Bankett jedoch keine anderen historischen Quellen finden. Ebenfalls im Erdgeschoss befanden sich Werkstätten, in denen die Handwerker des Board of Ordnance aus Einzelteilen Musketen zusammensetzten.

## Das Towerfeuer von 1841

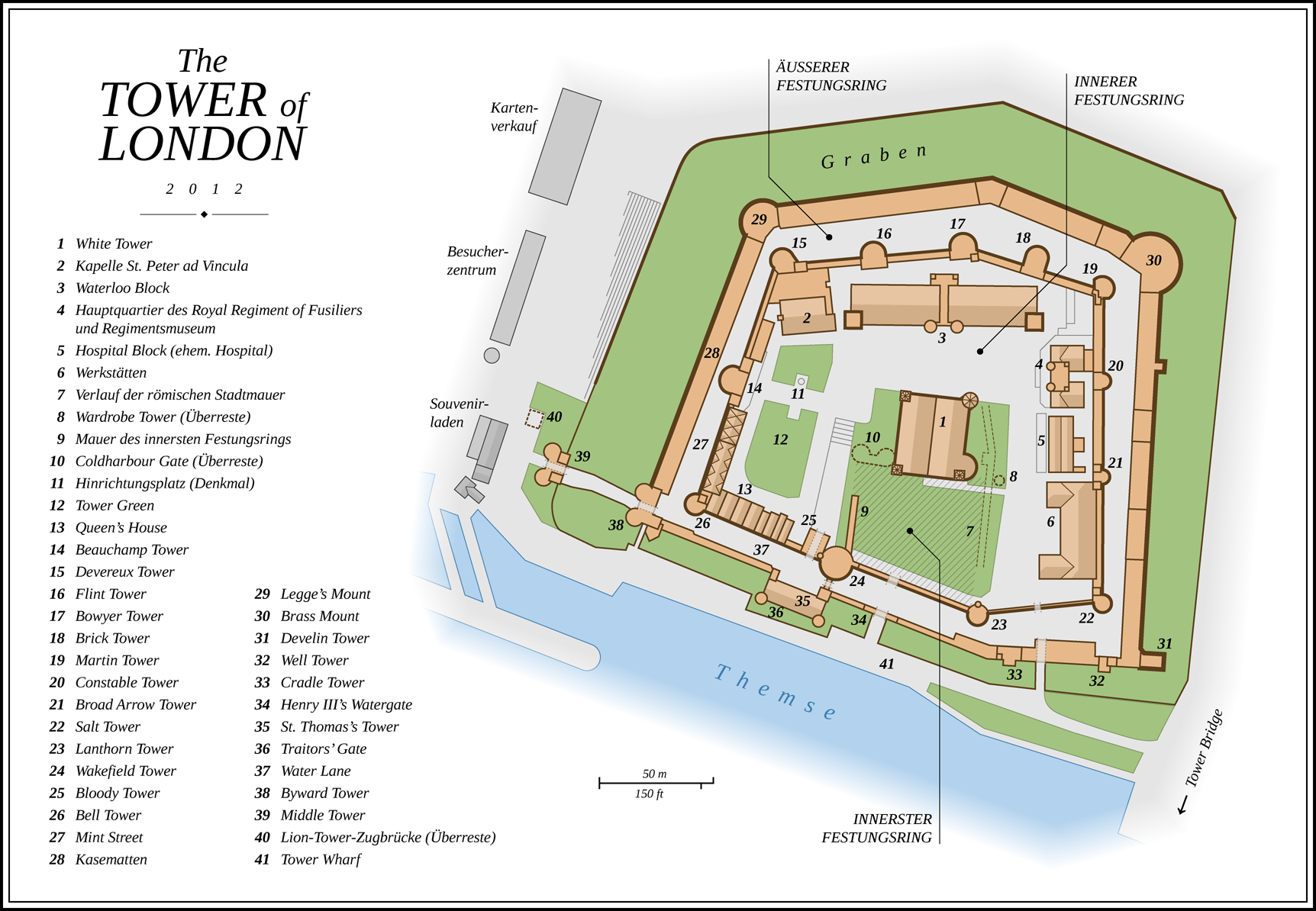
Karte des Towers von 2012. Das Grand Storehouse stand etwa dort, wo die Waterloo Barracks sind (No. 3).

Das Grand Storehouse wurde durch das große Towerfeuer von 1841 zerstört. Das Feuer brach kurz nach neun Uhr abends im Bowyer Tower direkt nördlich des Grand Storehouses aus. Bis die Feuerwehren Londons zum Tower of London vordringen konnten, hatte das Feuer bereits auf das Lagerhaus übergegriffen. Als das Grand Storehouse um ein Uhr nachts in Teilen kollabierte, drohte das Feuer auf den White Tower überzugreifen. Dort schmolzen Bleirohre, und die Fensterrahmen aus Holz entzündeten sich. Den mittlerweile zahlreichen Feuerwehrleuten und der mehrere hundert Mann starken Besatzung des Towers gelang es jedoch rechtzeitig, ein Übergreifen der Flammen zu verhindern.
Der Brand drohte danach auf das Jewel House überzugreifen, das sich bis 1841 beim Martin Tower im Nordwesten der Festung befand. Der Offizier, der für die britischen Kronjuwelen zuständig war, beschloss diese in Sicherheit zu bringen. So rannten in dieser Nacht der Wächter und diverse andere Offiziere mit Kronen, Zeptern, Juwelen und anderen Schätzen beladen quer über das Festungsgelände. Insgesamt wütete das Feuer noch den gesamten Sonntag. Es gelang das Jewel House zu retten, ebenso wie das Office of Ordnance, in dem sich zu diesem Zeitpunkt 200 Fässer mit Schießpulver befanden. Am Ende jedoch war das Grand Storehouse komplett zerstört. Ebenfalls verloren waren der Bowyer Tower, in dem das Feuer ausgebrochen war, und der Butler’s Tower, der sich wie der Bowyer Tower nördlich des Storehouses in der inneren Ummauerung befand. Neben dem Grand Storehouse brannten zwei kleinere Lagerhäuser nieder, in der sich vor allem Ausrüstungen der Royal Navy befunden hatten. Nach dem Feuer verkaufte das Board of Ordnance die Reste der Gebäude und deren Inhalt. Besonders beliebt waren dabei Kleinwaffen, die in verschiedenste Formen ge- und verschmolzen waren.
Nach dem Feuer ließ der damalige Konstabler des Towers, der Duke of Wellington die nördlichen Anlagen wieder aufbauen. Der Bowyer Tower entstand unter demselben Namen neu, der neue Butler’s Tower wurde aufgrund seines Baumaterials aus Backstein dann Brick Tower genannt. Statt des auf Präsentation ausgerichteten Grand Storehouses wollte Wellington jedoch die Verteidigungsfähigkeit des Towers stärken und ließ anstelle des Grand Storehouses Kasernen für etwa 1.000 Soldaten, die Waterloo Barracks errichten. Heute sind sie die Ausstellungsräume der Britischen Kronjuwelen.